# Месо (филм из 1991)
Месо (фр. Carne) је француски драмски кратки филм из 1991. године, који је написао и режирао Гаспар Ное, са Филипом Наоном и Бландин Леноар у главним улогама. У питању је прича о месару, самохраним оцем, и његовом немом ћерком. У трајању од 38 минута, то је био први дужи филм који је режирао Ное. Нарација је настављена у Ноеовом целовечерњем дебију из 1998, Сам против свих.

## Радња
Безимени месар, ког је супруга напустила убрзо након што им се родила нема ћерка, води сопствени посао, покушавајући да издржи ћерку. Упркос чињеници да је постала тинејџерка, месар наставља да је пере као бебу и бори се да се одупре искушењу инцеста.
На дан прве ћеркине менструације, месар погрешно тумачи ситуацију и претпоставља да ју је силовао радник, којег одмах тражи. Међутим, то само доводи до тога да он недужног радника убоде ножом у уста и осакати га. Месар је затворен због напада и приморан је да прода своју месару и стан.
Чак и након што је пуштен из затвора (пошто је био трауматизован сексуалним односима са својим цимером, Жерардом), Касапин не може да упозна своју ћерку, која је завршила у душевној болници, и принуђена је да ради за жену која води кафетерију. 
Он и власница бара завршавају у вези, коју он мрзи, а она остаје трудна. Коначно среће своју ћерку у душевној болници, али одлази, фрустриран својим животом.

## Издање
Филм је премијерно приказан у секцији кратких филмова на Међународној недељи критике у Кану 1991. године. Освојио је главну награду у својој секцији, као и награду Georges Sadoul Prize and the Prix Très Special. Филм је на крају добио биоскопско издање у Француској и започео тренд биоскопске дистрибуције филмова сличне дужине.